# Alexander Cumming
Alexander Cumming, a menudo referido también como Cumming (nacido en Edimburgo en 1733, fallecido el 8 de marzo de 1814), fue un relojero escocés, y el primero en patentar un diseño del inodoro. 
Cumming fue un matemático, mecánico y relojero. Escribió libros sobre los relojes y sus mecanismos, sobre el efecto en la vía de las ruedas de carro con llantas de varias formas, y sobre la influencia de la gravedad. Se convirtió en juez en 1779 y miembro de la Royal Society de Edimburgo en 1783.
El diseño del sifón, o tubería en forma de S, que se sigue utilizando en la actualidad, comparte este uso con otras modificaciones en forma de U y J. La curva en forma de S fue inventada por Alexander Cumming en 1775 para aislar los olores desagradables de las cisternas y que, de esta manera, no permanecieran en las viviendas. Creó unas instalaciones donde fabricaba sus inodoros en Bond Street, Londres.